# アイ・アム・ロボット・アンド・プラウド
i am robot and proud とは、カナダトロント生まれ、在住の中国系カナダ人であるショウハン・リーム (Shaw-Han Liem)によるソロプロジェクトである。エレクトロニカを中心に楽曲を作成し、2008年現在、アルバムを5枚発売している。
リームは、トロント王立音楽院で、クラシックピアノを10年間学んでいたが、1990年代半ば、コンピュータでの作曲による電子音楽に転向した。「i am robot and proud」ということばは、リームが高校在学時に手塚治虫『鉄腕アトム』(英語：ASTRO BOY)から着想を得てつけたもので、2000年からプロジェクトの名前として使用している。そして2001年に、イングランドのCatmobile Records からThe Catcheをリリースしてデビューした。
i am robot and proud の楽曲は、アメリカ合衆国ニューヨーク州ニューヨークマンハッタン区にあるニューヨーク近代美術館制作の短編映画のサウンドトラックにも使われたり、アメリカ合衆国イリノイ州シカゴにある、シカゴ文化センターでのビデオ作品とのコラボレーションでライブを催した。

## 作品一覧

### アルバム
- The Catch（Catmobile Records, 2001年）
- You Make Me This Happy（Piehead Monthly Series Contribution, 2002年）
- Grace Days（Catmobile Records, 2003年）
- The Electricity in Your House Wants to Sing（Darla, 2006年）
- Uphill City（Darla, & Records, 2008年)
  1. Something To Write Home About
  2. Uphill city
  3. Making a Case for Magic
  4. The melt
  5. 401 Circuit
  6. Island life
  7. Storm of the century
  8. The risk
  9. Song for two wheels
  10. Train station lullaby
- Touch/Tone（Darla, & 7e.p., 2013年)
- People Music（7e.p., 2015年)
- Light and Waves（7e.p., 2015年)

### シングル、EP盤
- Spring Summer Autumn Winter（Mira, 2002年）
- Electric Avenue 6（Duotone, 2003年）
- My Sky Your Sky（Duotone, 2005年）